# 熱帯降雨観測衛星
熱帯降雨観測衛星（ねったいこううかんそくえいせい、英語: Tropical Rainfall Measuring Mission; TRMM、トリム）は、アメリカ（NASA）と日本（宇宙開発事業団と通信総合研究所）の共同人工衛星ミッション、およびその人工衛星の名前である。
1997年11月に打ち上げられ、設計寿命の3年を遥かに超えて運用が継続されていたが、2015年4月に運用を終了し、同年6月に大気圏再突入し消滅した。

## 概要
TRMM衛星は1997年11月28日に日本の種子島宇宙センターよりH-IIロケット6号機により打ち上げられ、太陽非同期準回帰軌道に投入された。観測域は熱帯域（緯度が±38度より赤道側）に限られているが、海洋学・気象学にとって重要な地球規模の観測データを提供しENSOの機構解明などに貢献した。
衛星の設計寿命は3年であったが、その後も不具合無く運用を継続し、NASAの運用の下で順調に観測を続けていた。運用の期間は、NOAAの要望等もあり運用延長の決定を何度も重ね、一時は2015年9月末まで運用されることになっていた。
1997年の運用開始から数えると10年以上に渡り安定した観測が行われた。長時間スケールの現象を捉えたことや、そのデータが地球規模であることから、得られたデータの解析で地球の気候変動の解明が進むことが期待される。
日米合同ミッションであるTRMM衛星による降雨観測の成功を受けて、2014年2月28日には後継機の全球降水観測計画のGPM（Global Precipitation Measurement）主衛星が打上げられた。TRMM衛星の寿命までは2機での同時観測も行われるとされた。その後、観測可能な高度を下回ったことから2015年4月に運用を終了した。

## 搭載測器
TRMMにはアメリカが開発した衛星本体に、アメリカの4つの観測センサーと日本が開発した降雨レーダ（PR）が搭載された。
Precipitation Radar（降雨レーダ）
Precipitation Radar（PR）は日本が世界に先駆けて開発した衛星搭載型降雨観測レーダであり、通信総合研究所（現在のNICT）とNASDA（現在のJAXA）によって開発された。13.796GHzと13.802GHzという2つの周波数の電波を送受信して降雨からの散乱強度を測定し、その散乱の強さから降雨強度が推定されている。観測幅は220km、距離分解能は250m、水平分解能は4.3km（2001年8月以降は5km）で、海洋および陸域上の降雨の3次元構造を観測する。ビーム幅は0.71度, 開口は2.1m x 2.1m, スキャン角は±17度, ゲインは=>47.4dB。ピーク電力700W, パルス幅1.6µ秒 x 2チャンネル, PRF 2776 Hz。真下を含めた49方向の角度ビン(0.71度間隔)。
TRMM Microwave Imager（TRMMマイクロ波観測装置）
TRMM Microwave Imager (TMI) はマイクロ波観測装置で観測周波数は10.65GHz, 19.35GHz, 21.3GHz, 37.0GHz, 85.5GHz（水平/鉛直偏波; ただし21.3GHzは鉛直のみ）、観測幅は760km、水平分解能は4km(85.5GHz)から38km(10.7GHz)である。TMIによって海洋上の雲水量、可降水量、海面水温、海上風速が観測される。49度のコニカルスキャン。電力39W。
Visible and Infrared Scanner（可視赤外観測装置）
Visible and Infrared Scanner (VIRS)は可視・赤外域の放射計であり、観測波長は0.63±0.1µm、1.61±0.06µm、3.75±0.38µm、10.8±1.0µm、12.0±1.0µ、スキャン角は±45度, 観測幅は720km、水平分解能は2kmである。VIRSから、高解像度の雲分布、海面水温などが観測される。回転速度は98.4rpm, IFOVは6.02mrad, 電力53W。
Clouds and the Earth's Radiant Energy System（雲及び地球放射エネルギー観測装置）
Clouds and the Earth's Radiant Energy System (CERES)は0.3から50µmの3つの広域帯観測バンドで観測する水平分解能25kmの放射計で、地球放射エネルギーおよび雲の上端を含む大気上層から地表面までの大気放射エネルギーを観測する。短波チャンネル: 0.3µm - 5µm, 長波チャンネル: 8µm - 12µm, 全波長チャンネル: 0.3µm - 50(以上)µm。電力47W。
Lightning Imaging Sensor（雷観測装置）
Lightning Imaging Sensor (LIS)は雲内部、雲から地表までの高度の雷の分布や変化を観測する観測幅600km、水平分解能4kmの光学センサである。観測バンド: 0.777655µm, 観測幅600km, 電力42W。

## プロダクト
| 処理レベル | プロダクト                           | シーン単位          |
| ---------- | ------------------------------------ | ------------------- |
| 1B21       | PR calibrated received power         | 1 orbit (16/day)    |
| 1C21       | PR radar reflectivity                | 1 orbit (16/day)    |
| 2A21       | PR 正規化レーダー散乱断面積 (sigma0) | 1 orbit (16/day)    |
| 2A23       | PR qualitative                       | 1 orbit (16/day)    |
| 2A25       | PR 降雨プロファイル                  | 1 orbit (16/day)    |
| 3A25       | PR 降雨パラメータの月統計値          | 全球マップ (月ごと) |
| 3A26       | PR 統計モデルを使った月降雨量        | 全球マップ (月ごと) |
| 1B11       | TMI 輝度温度                         | 1 orbit (16/day)    |
| 2A12       | TMI 降雨プロファイル                 | 1 orbit (16/day)    |
| 3A11       | TMI 海上月降雨量                     | 全球マップ (月ごと) |
| 1B01       | VIRS 輝度                            | 1 orbit (16/day)    |
| 2B31       | センサ複合 降雨プロファイル          | 1 orbit (16/day)    |
| 3B31       | センサ複合 月降雨量                  | 全球マップ (月ごと) |
| 3B42       | センサ複合 TRMM&熱赤外 日降雨量      | 全球マップ (日ごと) |
| 3B43       | センサ複合 TRMM&他の情報源 月降雨量  | 全球マップ (月ごと) |

## 計画の推移
- 1997年11月28日、H-IIロケット6号機によって打ち上げられる。高度350km、傾斜角約35度、周回周期約90分の太陽非同期軌道に投入。
- 2001年1月31日、定常運用終了、延長運用へ。
- 2001年8月7日、大気の影響を減少させるため軌道高度を350kmから402kmへ上昇。
- 2004年7月5日、NASAからの提案(予算上の問題)により、JAXAは同年7月中の運用停止に同意。
- 2004年8月5日、ハリケーンシーズンを迎え運用延長を決定。
- 2005年1月4日、再び運用延長を決定。
- 2005年8月28日、2009年まで科学ミッションが継続されることが決定。

その後も、何度もミッションの継続が行われた。
- 2015年1月、2015年4月で運用を終了することが承認された。
- 2015年4月8日、正式にミッション終了。
- 2015年6月16日12時55分 (JST) 、インド洋上空で大気圏再突入し消滅。

## ミッションの終了
2014年7月8日、NASAはTRMMの推進剤タンクの圧力計の数値からTRMMの推進剤がほぼ切れたと公表した。今後は運用高度である402kmの軌道維持制御を終了し、大気抵抗により徐々に高度が低下していく。少量の推進剤がまだ残っているものの、これはスペースデブリとの衝突を回避するために温存し、衛星が安全に降下できるようにする。2014年10月5日に、降雨レーダ(PR)の観測範囲の下限である392.5kmに達したため降雨レーダの後期運用は終了した。TRMMの運用は高度335kmまで下がると予測される2015年の4月で終了する予定。太陽活動の状況によっては時期は変動するが、95%の確率で2016年5月から2017年11月までの間に再突入する予定で、この時点では2016年11月になると予測されていた。しかし運用終了の2か月後には、NASAは2015年6月16日ごろに再突入する見込みであることを発表した。実際に日本時間の6月16日昼過ぎにインド洋上空で再突入したと発表された。
制御できないままTRMMが落下するリスクは、NASAが容認するリスクの2倍の1/5,000であるが、このリスクは制御不能状態で2011年に落下した衛星（UARSとROSAT）よりは低い。燃料が尽きた状態での衛星の重量は2,621kg。